# Ed Nelson
Ed Nelson (New Orleans, 21 dicembre 1928 – Greensboro, 9 agosto 2014) è stato un attore statunitense.
Ha recitato in oltre 40 film dal 1952 al 2003 ed è apparso in oltre 140 produzioni televisive dal 1957 al 1995. È stato accreditato anche con i nomi Edward Nelson, Edwin Stafford Nelson e Edwin Nelson.

## Biografia
Ed Nelson nacque a New Orleans, in Louisiana, il 21 dicembre 1928.
Interpretò, tra gli altri, il ruolo di Michael Rossi in 436 puntate della soap opera Peyton Place (1964-1969) e di Ward Fuller in 15 episodi della serie The Silent Force (1970-1971). In Italia è anche conosciuto per aver interpretato il ruolo del senatore Mark Denning nella soap opera Capitol (1982-1986).

## Filmografia

### Cinema
- La morsa d'acciaio (The Steel Trap), regia di Andrew L. Stone (1952)
- Rivolta al molo n. 6 (New Orleans Uncensored), regia di William Castle (1955)
- Le donne della palude (Swamp Women), regia di Roger Corman (1956)
- Carnevale rock (Carnival Rock), regia di Roger Corman (1957)
- L'assalto dei granchi giganti (Attack of the Crab Monsters), regia di Roger Corman (1957)
- Rock tutta la notte (Rock All Night), regia di Roger Corman (1957)
- Bayou, regia di Harold Daniels (1957)
- Invasori dall'altro mondo (Invasion of the Saucer Men), regia di Edward L. Cahn (1957)
- Hell on Devil's Island, regia di Christian Nyby (1957)
- L'adolescente bambola (Teenage Doll), regia di Roger Corman (1957)
- La vita di un gangster (I Mobster), regia di Roger Corman (1958)
- Street of Darkness, regia di Robert G. Walker (1958)
- Adolescente delle caverne (Teenage Cave Man), regia di Roger Corman (1958)
- The Cry Baby Killer, regia di Jus Addis (1958)
- Giovani delinquenti (Hot Car Girl), regia di Bernard L. Kowalski (1958)
- Night of the Blood Beast, regia di Bernard L. Kovalski (1958)
- Le dee della scogliera del pescecane (She Gods of Shark Reef), regia di Roger Corman (1958)
- The Brain Eaters, regia di Bruno VeSota (1958)
- A un passo dalla morte (The Young Captives), regia di Irvin Kershner (1959)
- T-Bird Gang, regia di Richard Harbinger (1959)
- Un secchio di sangue (A Bucket of Blood), regia di Roger Corman (1959)
- Code of Silence, regia di Mel Welles (1960)
- La valle degli alberi rossi (Valley of the Redwoods), regia di William Witney (1960)
- Il figlio di Giuda (Elmer Gantry), regia di Richard Brooks (1960)
- Devil's Partner, regia di Charles R. Rondeau (1961)
- Vincitori e vinti (Judgment at Nuremberg), regia di Stanley Kramer (1961)
- Soldato sotto la pioggia (Soldier in the Rain), regia di Ralph Nelson (1963)
- Il codice della pistola (The Man from Galveston), regia di William Conrad (1963)
- Time to Run, regia di James F. Collier (1973)
- Airport 75 (Airport 1975), regia di Jack Smight (1974)
- That's the Way of the World, regia di Sig Shore (1975)
- La battaglia di Midway (Midway), regia di Jack Smight (1976)
- Per amore di Beniamino (For the Love of Benji), regia di Joe Camp (1977)
- Acapulco Gold, regia di Burt Brinckeroff (1978)
- Scuola di polizia 3 - Tutto da rifare (Police Academy 3: Back in Training), regia di Jerry Paris (1986)
- Brenda Starr l'avventura in prima pagina (Brenda Starr), regia di Robert Ellis Miller (1989)
- Deadly Weapon, regia di Michael Miner (1989)
- The Boneyard, regia di James Cummins (1991)
- Cries of Silence, regia di Avery Crounse (1996)
- Senza nome e senza regole (Wo shi shei), regia di Benny Chan, Jackie Chan (1998)
- Tony Bravo in Scenes from a Forgotten Cinema, regia di Francis James (2000)
- La giuria (Runaway Jury), regia di Gary Fleder (2003)

### Televisione
- Men of Annapolis – serie TV, episodio 1x12 (1957)
- Harbor Command – serie TV, episodio 1x08 (1957)
- The Silent Service – serie TV, un episodio (1958)
- Flight – serie TV, episodio 1x17 (1958)
- La pattuglia della strada (Highway Patrol) – serie TV, 3 episodi (1957-1959)
- The Walter Winchell File – serie TV, un episodio (1959)
- Tightrope – serie TV, episodio 1x01 (1959)
- Black Saddle – serie TV, 2 episodi (1959)
- Johnny Ringo – serie TV, 2 episodi (1960)
- Avventure lungo il fiume (Riverboat) – serie TV, un episodio (1960)
- Il tenente Ballinger (M Squad) – serie TV, 2 episodi (1958-1960)
- Tombstone Territory – serie TV, 4 episodi (1957-1960)
- Coronado 9 – serie TV, un episodio (1960)
- The Blue Angels – serie TV, un episodio (1960)
- Outlaws – serie TV, un episodio (1960)
- Le leggendarie imprese di Wyatt Earp (The Life and Legend of Wyatt Earp) – serie TV, un episodio (1960)
- The Deputy – serie TV, un episodio (1960)
- Shotgun Slade – serie TV, un episodio (1961)
- The Rebel – serie TV, 5 episodi (1959-1961)
- The Aquanauts – serie TV, episodio 1x15 (1961)
- I racconti del West (Zane Grey Theater) – serie TV, 5 episodi (1958-1961)
- Surfside 6 – serie TV, episodio 1x26 (1961)
- Have Gun - Will Travel – serie TV, 5 episodi (1959-1961)
- Bat Masterson – serie TV, 2 episodi (1959-1961)
- The Rifleman – serie TV, 3 episodi (1960-1961)
- Tales of Wells Fargo – serie TV, 2 episodi (1961)
- Thriller – serie TV, 4 episodi (1960-1961)
- Hennesey – serie TV, un episodio (1961)
- 87ª squadra (87th Precinct) – serie TV, un episodio (1962)
- Maverick – serie TV, 3 episodi (1959-1962)
- Lotta senza quartiere (Cain's Hundred) – serie TV, un episodio (1962)
- I detectives (The Detectives) – serie TV, episodi 3x10-3x14-3x23 (1961-1962)
- Hawaiian Eye – serie TV, episodio 3x33 (1962)
- The Tall Man – serie TV, un episodio (1962)
- Bonanza – serie TV, un episodio (1962)
- The New Breed – serie TV, episodio 1x36 (1962)
- Scacco matto (Checkmate) – serie TV, 3 episodi (1961-1962)
- Death Valley Days – serie TV, un episodio (1962)
- The Wide Country – serie TV, episodio 1x04 (1962)
- Sam Benedict – serie TV, un episodio (1962)
- Gli uomini della prateria (Rawhide) – serie TV, 4 episodi (1959-1962)
- Stoney Burke – serie TV, un episodio (1962)
- Saints and Sinners – serie TV, un episodio (1963)
- Il virginiano (The Virginian) – serie TV, episodio 1x16 (1963)
- Ai confini della realtà (The Twilight Zone) – serie TV, episodio 4x03 (1963)
- Alcoa Premiere – serie TV, 2 episodi (1962-1963)
- Laramie – serie TV, 4 episodi (1960-1963)
- L'ora di Hitchcock (The Alfred Hitchcock Hour) – serie TV, 2 episodi (1962-1963)
- Dakota (The Dakotas) – serie TV, episodio 1x11 (1963)
- The Gallant Men – serie TV, episodio 1x24 (1963)
- Undicesima ora (The Eleventh Hour) – serie TV, un episodio (1963)
- Indirizzo permanente (77 Sunset Strip) – serie TV, episodio 5x29 (1963)
- Gli intoccabili (The Untouchables) – serie TV, 3 episodi (1961-1963)
- Channing – serie TV, un episodio (1963)
- Il dottor Kildare (Dr. Kildare) – serie TV, un episodio (1963)
- The Outer Limits – serie TV, un episodio (1963)
- Carovane verso il west (Wagon Train) – serie TV, 3 episodi (1961-1963)
- Redigo – serie TV, un episodio (1963)
- Combat! – serie TV, un episodio (1964)
- Il fuggiasco (The Fugitive) – serie TV, 2 episodi (1963-1964)
- Gunsmoke – serie TV, 6 episodi (1959-1964)
- Sotto accusa (Arrest and Trial) – serie TV, episodio 1x28 (1964)
- The Fisher Family – serie TV, un episodio (1964)
- Perry Mason – serie TV, 2 episodi (1961-1964)
- Peyton Place – serie TV, 436 episodi (1964-1969)
- Formula per un delitto (Along Came a Spider) – film TV (1970)
- The Silent Force – serie TV, 15 episodi (1970-1971)
- Dottor Simon Locke (Dr. Simon Locke) – serie TV (1971)
- Un uomo per la città (The Man and the City) – serie TV, un episodio (1971)
- Marcus Welby (Marcus Welby, M.D.) – serie TV, un episodio (1971)
- Il gioco (A Little Game) – film TV (1971)
- Cannon – serie TV, un episodio (1971)
- O'Hara, U.S. Treasury – serie TV, un episodio (1972)
- The Screaming Woman – film TV (1972)
- Mistero in galleria (Night Gallery) – serie TV, un episodio (1972)
- Banacek – serie TV, un episodio (1972)
- Sesto senso (The Sixth Sense) – serie TV, un episodio (1972)
- Due onesti fuorilegge (Alias Smith and Jones) – serie TV, un episodio (1972)
- Difesa a oltranza (Owen Marshall, Counselor at Law) – serie TV, 2 episodi (1971-1972)
- Search – serie TV, un episodio (1973)
- Escape – serie TV, un episodio (1973)
- Tenafly – serie TV, un episodio (1973)
- Mod Squad, i ragazzi di Greer (The Mod Squad) – serie TV, un episodio (1973)
- Missione Impossibile (Mission: Impossible) – serie TV, un episodio (1973)
- Le strade di San Francisco (The Streets of San Francisco) – serie TV, un episodio (1973)
- Kung Fu – serie TV, un episodio (1973)
- Attentato al Trans American Express (Runaway!) – film TV (1973)
- Linda – film TV (1973)
- F.B.I. (The F.B.I.) – serie TV, 3 episodi (1971-1973)
- Apollo tredici: un difficile rientro (Houston, We've Got a Problem), regia di Lawrence Doheny – film TV (1974)
- Adam-12 – serie TV, un episodio (1974)
- Ironside – serie TV, un episodio (1974)
- Pepper Anderson agente speciale (Police Woman) – serie TV, un episodio (1974)
- The Missing Are Deadly – film TV (1975)
- Medical Center – serie TV, 3 episodi (1971-1975)
- Get Christie Love! – serie TV, un episodio (1975)
- Riding with Death – film TV (1976)
- La donna bionica (The Bionic Woman) – serie TV, un episodio (1976)
- Squadra Most Wanted (Most Wanted) – serie TV, un episodio (1976)
- Gemini Man – serie TV, un episodio (1976)
- Ragazzo di provincia (Gibbsville) – serie TV, un episodio (1976)
- McMillan e signora (McMillan & Wife) – serie TV, un episodio (1977)
- Murder in Peyton Place – film TV (1977)
- La fuga di Logan (Logan's Run) – serie TV, un episodio (1977)
- Superdome – film TV (1978)
- Doctors' Private Lives – film TV (1978)
- Leave Yesterday Behind – film TV (1978)
- Dallas – serie TV, un episodio (1978)
- Sos Miami airport (Crash) – film TV (1978)
- David Cassidy - Man Undercover – serie TV, un episodio (1978)
- Doctors' Private Lives (1979)
- Pattuglia recupero (Salvage 1) – serie TV, un episodio (1979)
- Anatomy of a Seduction – film TV (1979)
- Agenzia Rockford (The Rockford Files) – serie TV, 2 episodi (1977-1979)
- Barnaby Jones – serie TV, 2 episodi (1974-1979)
- Charlie's Angels – serie TV, episodio 4x20 (1980)
- Hagen – serie TV, un episodio (1980)
- The Girl, the Gold Watch & Everything – film TV (1980)
- Lou Grant – serie TV, un episodio (1980)
- The Return of Frank Cannon – film TV (1980)
- Enola Gay: The Men, the Mission, the Atomic Bomb – film TV (1980)
- Trapper John (Trapper John, M.D.) – serie TV, un episodio (1981)
- Vega$ – serie TV, 2 episodi (1978-1981)
- Uno sceriffo contro tutti (Walking Tall) – serie TV, un episodio (1981)
- Born to Be Sold – film TV (1981)
- CHiPs – serie TV, un episodio (1981)
- Quincy (Quincy M.E.) – serie TV, 2 episodi (1981)
- Bret Maverick – serie TV, un episodio (1982)
- Programma cicogna (Help Wanted: Male) – film TV (1982)
- Shaft of Love – film TV (1983)
- Matt Houston – serie TV, un episodio (1983)
- Professione pericolo (The Fall Guy) – serie TV, un episodio (1983)
- Detective per amore (Finder of Lost Loves) – serie TV, un episodio (1984)
- Capitol – serie TV, 17 episodi (1982-1986)
- Peyton Place: The Next Generation – film TV (1985)
- Dynasty – serie TV, un episodio (1987)
- Sworn to Silence – film TV (1987)
- Hotel – serie TV, un episodio (1987)
- Provaci ancora, Harry (The Law and Harry McGraw) – serie TV, un episodio (1988)
- New York New York (Cagney & Lacey) – serie TV, un episodio (1988)
- J.J. Starbuck – serie TV, un episodio (1988)
- MacGyver – serie TV, un episodio (1989)
- Due come noi (Jake and the Fatman) – serie TV, 3 episodi (1988-1990)
- La signora in giallo (Murder, She Wrote) – serie TV, 5 episodi (1985-1995)

## Doppiatori italiani
Nelle versioni in italiano delle opere in cui ha recitato, Ed Nelson è stato doppiato da:
- Marcello Tusco in Capitol, Scuola di polizia 3 - Tutto da rifare
- Rino Bolognesi in Peyton Place (1ªedizione)
- Franco Agostini in Airport '75
- Carlo Baccarini in La battaglia di Midway
- Ferruccio Amendola in Le strade di San Francisco
- Romano Ghini in Charlie's Angels
- Michele Kalamera in La signora in giallo (ep. 1x12)
- Gino Pagnani in La signora in giallo (ep. 4x04)
- Pieraldo Ferrante in La signora in giallo (ep. 6x19)
- Guido De Salvi in La signora in giallo (ep. 8x12)
- Giorgio Lopez in La signora in giallo (ep. 12x05)